# 嘿美主題
嘿美主題（英語：Hedwig's Theme）是作曲家約翰·威廉斯為《哈利波特系列電影》譜寫的主旋律，常被視為整個電影系列的音樂化身，亦是該系列電影裡最知名的配樂。該主題音樂的名稱取自《哈利波特》系列裡由主角哈利·波特所飼養的貓頭鷹「嘿美（Hedwig）」。
嘿美主題在電影《哈利波特：神秘的魔法石》中首度出現，該樂曲的旋律首先以鋼片琴獨奏，隨後依序加入其他樂器演奏，並且以雙簧管來模仿貓頭鷹的叫聲。雖然約翰·威廉斯自第四輯電影《哈利波特：火盃的考驗》起就不再為哈利波特系列電影譜寫配樂，然而該系列的後續電影仍依舊繼續沿用該主題配樂，甚至包括其前傳電影系列《怪獸與牠們的產地》。